# Eihwaz
| Eihwaz           | Eihwaz                | Eihwaz                | Eihwaz         | Eihwaz         | Eihwaz     | Eihwaz     |
| Nome             | Proto-germanico       | Proto-germanico       | Antico inglese | Antico inglese |            |            |
| ---------------- | --------------------- | --------------------- | -------------- | -------------- | ---------- | ---------- |
| Nome             | *Ē2haz / *Ē2waz       | *Ē2haz / *Ē2waz       | Ēoh            | Ēoh            |            |            |
| Significato      | tasso                 | tasso                 | tasso          | tasso          | tasso      | tasso      |
| Forma            | Fuþark antico         | Fuþark antico         | Fuþorc         | Fuþorc         |            |            |
| Forma            |                       |                       |                |                |            |            |
| Unicode          | ᛇ U+16C7              | ᛇ U+16C7              | ᛇ U+16C7       | ᛇ U+16C7       | ᛇ U+16C7   | ᛇ U+16C7   |
| Traslitterazione | ï                     | ï                     | ēo             | ēo             | ēo         | ēo         |
| Trascrizione     | ï                     | ï                     | ēo             | ēo             | ēo         | ēo         |
| IPA              | [æː], [iː], [ɨː], [ç] | [æː], [iː], [ɨː], [ç] | [eːo], [ç]     | [eːo], [ç]     | [eːo], [ç] | [eːo], [ç] |
| Ordine alfab.    | 13                    | 13                    | 13             | 13             | 13         | 13         |

Eiwaz (da *īhaz/*ēhaz) o eihaz (da *īwaz/*ēwaz) o eihwaz (il nome più comune, che combina i due più corretti precedenti) è il nome proto-germanico ricostruito della runa del Fuþark antico ᛇ e significa "tasso". Tale runa compare anche nel Fuþorc anglosassone con il nome di Ēoh (con uno iato, mentre la runa eoh ha un dittongo).
Essa viene comunemente traslitterata come ï o æ, oppure ē2 nelle ricostruzioni del proto-germanico. Il suo valore fonetico al tempo dell'invenzione del Fuþark antico (II secolo) non era necessariamente quello di un dittongo, ma più probabilmente quello di una vocale tra [i] ed [e] o [æ], continuazione del proto-indoeuropeo *ei.
Sono stati ricostruiti due possibili nomi della runa in proto-germanico, *īhaz (*ē2haz, proto-indoeuropeo *eikos), diventato ēoh/īh in antico inglese, ed *īwaz (*ē2waz, proto-indoeuropeo *eiwos), diventato īw in antico inglese (da cui l'inglese moderno yew, "tasso"); il secondo è forse un prestito dal celtico (cfr. gallico ivos, antico irlandese ēo).
La runa è talvolta associata ad Yggdrasil (l'Albero del Mondo), che pur essendo un frassino nella mitologia norrena potrebbe essere stato precedentemente un tasso o una quercia. La parola proto-germanica per "quercia" era *aiks (proto-indoeuropeo *aigs, probabilmente imparentato con il greco krat-aigon, "biancospino"), che si trasmise nel nome di un'altra runa del Fuþorc, ác (ᚪ, derivata dalla runa del Fuþark antico ansuz, che però significa "dio").
La eihwaz non dev'essere confusa con la runa sowilo, che ha una forma simile, o con ehwaz, la runa che esprime la e breve o ē1. Nel Fuþark recente esiste la runa yr (ᛦ, che esprime la -R finale) il cui nome significa "tasso", ma né la forma né il suono sono collegati alla eihwaz: essa è piuttosto una continuazione della algiz.

## Poemi runici
La runa eihwaz compare nel poema runico anglosassone:
| Poema runico: | Traduzione: |
| Antico inglese ᛇ Eoh byþ utan unsmeþe treow, heard hrusan fæst, hyrde fyres, wyrtrumun underwreþyd, wyn on eþle. | Il tasso è un albero con la corteccia ruvida, forte e saldo nella terra, sostenuto dalle sue radici, un guardiano della fiamma ed una gioia in una tenuta. |